# Akihiro Nišimura
Akihiro Nišimura (japonsko 西村 昭宏), japonski nogometaš in trener, 8. avgust 1958.
Za japonsko reprezentanco je odigral 49 uradnih tekem.